# Soummam
Pour les articles homonymes, voir Soummam (homonymie).
La Soummam (prononcé [sumam]) est un fleuve du nord de l'Algérie long de 65 km. Né de la confluence de l'oued Sahel et de Bou Sellam à Akbou et termine son cours à Béjaïa pour se jeter dans la mer Méditerranée. 
Elle donne son nom au congrès de la Soummam, tenu par le FLN du 13 au 20 août 1956 au village d'Ifri.

## Hydronymie
Le mot Soummam est une altération du mot kabyle « assemmam », qui signifie « acide ». Pline l'Ancien avait cité la Soummam comme étant nommée "le Nasava",,, par Ptolémée.

## Géographie

### Bassin versant

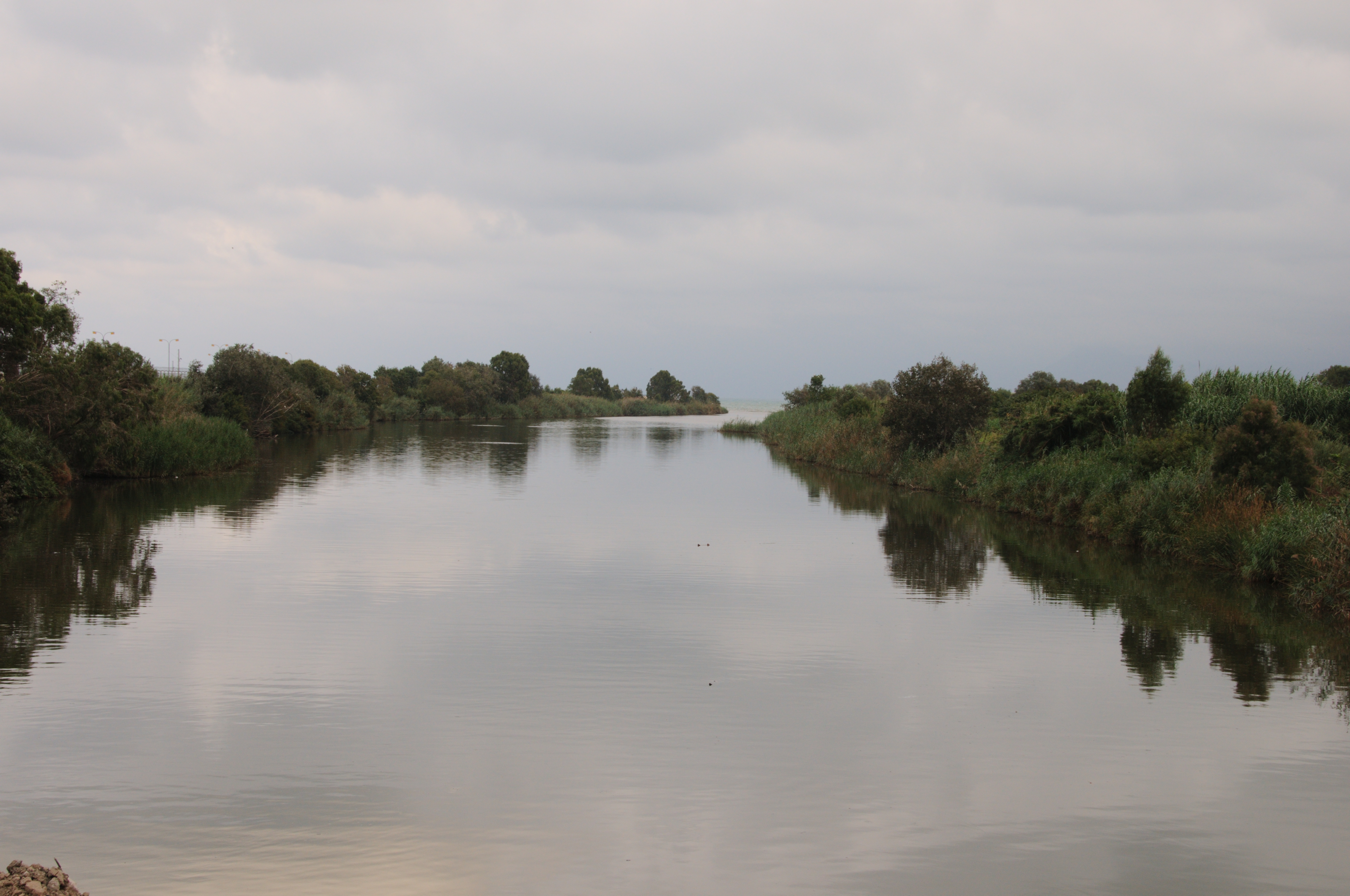
Embouchure de la Soummam à Béjaïa

Lorsqu'on se met à contempler l'embouchure de la Soummam sur le pont qui ouvre la route nationale no 9, à Béjaïa, il est certainement difficile d'imaginer que les eaux qui rejoignent la mer en ce lieu, ont pour premières origines les monts de Aïn Oulmane, au sud de Sétif, le mont Dirah, au sud de Bouira, et l'extrême ouest du Djurdjura. Il se trouve en effet que la géographie physique de la région positionne les sources les plus méridionales de la Soummam aux limites de la zone semi-aride caractérisée par des rigueurs liées au climat continental, alors que les sources les plus proches sont situées dans les territoires humides au climat tempéré. La Soummam constitue un réseau hydrographique dense et bien fourni, particulièrement dans sa partie située dans l'Atlas tellien du Djurdjura, Babors et Bibans. Son bassin versant couvre une superficie de 9 200 km2 étalée sur quatre wilayas de Bouira, Bordj Bou Arréridj, Sétif et Béjaïa. Avec le Cheliff, la Tafna et le Rhummel, la Soummam est l'un des plus grands cours d'eau d'Algérie.
La Soummam draine un bassin versant d’une superficie de 9 200 km2 réparti comme suit :
- bassin de l'Oued Sahel de Sour El-Ghozlane (wilaya de Bouira) à Akbou : 3 750 km2 ;
- bassin de l'Oued Bou Sellam de Aïn-Oulmane (wilaya de Sétif) à Akbou : 4 500 km2 ;
- bassin de la Soummam, au sens strict, d'Akbou jusqu’à la mer : 950 km2.

### La vallée de la Soummam
La vallée de la Soummam, du nom de la rivière qui la traverse, se situe en Kabylie, région du nord de l'Algérie, occupant un large couloir de la wilaya de Béjaïa. Enserrée entre l'ensemble Akfadou-Gouraya au Nord, la chaîne des Bibans (territoire historique des Ait Abbas) au sud-est et la vallée du Sahel-Djurdjura (commune de Tazmalt) au sud-ouest. La vallée de la Soummam qui s'étend d'Akbou à Béjaia, apparaît comme un étroit couloir sinueux de 65 km de long (à l'intérieur de la wilaya de Béjaïa) sur une largeur maximum de 4 km à El Kseur.
Les versants particulièrement au Sud, sont des pentes relativement douces et donc très développées. Cette zone est décomposée en petites unités pédologiques différentes : le flysch l'emporte à Akbou, le grès est prépondérant à El Kseur.
Les communes d'Amizour, d'El Kseur, d'Ouzellaguen et de Timezrit possèdent de vastes espaces propres à des cultures riches telles que le maraîchage et l'arboriculture fruitière.

## Hydrologie
La vallée de la Soummam est drainée par un réseau hydrographique dense, composé de
nombreux cours d’eau permanents et intermittents dont l’oued Soummam représente le collecteur principal.
Suivant les données hydrologiques recueillies entre 1961 et 1971, le débit moyen de la Soummam est de 25 m3/s. Durant la période de crue de 1970, le débit maximal enregistré était de 115,9 m3/s et le débit d'étiage (durant les mois de juillet et août) descend à 0,6 m3/s. Ces débits montrent en effet de grandes irrégularités interannuelles, donc saisonniers.
À son embouchure, la Soummam présente un apport de 700,106 m3/an d'eau qu'il diverse en mer
Méditerranée (Visiterv, 1987). L'apport principal provient des affluents de la rive gauche, avec un total moyen de 68,106 m3/an, et les affluents de la rive droite déversent un total moyen de 25 × 106 m3/an. Les affluents de la rive gauche étant situés sur des versants plus arrosés en pluies et en neige, leur permettant de canaliser un écoulement de surface plus important que celui des versants drainés par les affluents de la rive droite.

### Apports
Les apports du Hodna titterien
Le mont Dirah, situé à 30 km au sud de la ville de Bouira, culmine à 1 810 m d'altitude. Sa ligne de crête sépare le bassin méditerranéen du bassin du Hodna à l’extrémité sud-ouest du Bassin de la Soummam. Les eaux provenant de djebel Dirah coulent en torrents le long de l'Oued Guergour et Oued Mebiar lesquels prennent plus bas respectivement les noms de Oued Mahadjar et Oued Lahdjar. Ces deux ruisseaux, en perdant beaucoup de leur vitesse de progression, vont confluer au niveau de la ville de Sour El Ghozlane pour former Oued Lakhal sur lequel est construit, en 1984, le barrage du même nom.
L'Oued Lakhal reçoit par la suite les apports de l'Oued Sbisseb qui proviennent du mont Aïn Hazem, qui surplombe la ville d'El Hachimia, et les apports de l'Oued Ben Okba, entre Aïn Lahdjar et Aïn Turc. L'Oued Lakhal entre dans la grande rivière de l'Oued D’Hous au niveau de la ville de Bouira. Ainsi, Oued D’Hous constitue la véritable Haute Soummam qui s'orientera régulièrement vers le Nord-est jusqu'à la ville de Béjaïa. Les rivières de Zerrouk, Oued Okhriss et El Khemis provenant de la ligne de crête Maghnine-Hellala vont confluer pour former Oued Zaïane au niveau de la localité d'Ahl El Ksar. Zaïane va rejoindre l'Oued Sahel qui est une continuité de Oued D’Hous sur l’axe El Adjiba-M'Chedallah.
Le flux des Bibans-ouest
Les précipitations sur le massif de Sebkha (Tamellaht), Ath Mansour, Beni Ouaggag (wilaya de Bordj Bou Arreridj) sont acheminées par les rivières de Sebkha et Sidi Aïssa au niveau d'Ighrem et Ahnif pour se déverser dans la Soummam. Le plus grand cours d’eau qui fait gonfler la Soummam est sans aucun doute l’Assif Amarigh qui prend ses sources dans les Hauts-Plateaux de Bordj Bou Arréridj. Assif Amarigh qui suit le défilé des gorges des Portes de Fer, se met au contact de la Soummam au niveau de la localité de Beni Mansour.
Assif Amarigh, au commencement de son cours, 4 km avant la localité d'El Achir (BBA), a pour nom Oued Messissi. Il reçoit les eaux du versant Nord du mont Mansourah (1 862 m d’altitude) et du mont Chokchott (1 832 m).
Les apports du Djurdjura
Les apports hydriques du Djurdjura pour la Soummam commencent au col de Tizi n'Djaboub, à partir duquel une ligne de partage des eaux vient sur Draâ Lakhmis (banlieue de Bouira), et se poursuivent sur le versant sud de la chaîne jusqu’au col d'Akfadou. Ce sont des torrents en amont et des cours plus ou moins stabilisés en aval et qui viennent ainsi renforcer la Soummam par sa rive gauche.
Les principaux cours d'eau qui proviennent du versant sud du Djurdjura et qui se jettent directement dans la Soummam sont Assif Boumsaâdane, Tessala, Assif Boudrar, Oued Baghbar, Assif Assemadh, Assif Rana, Ighzer Ouakour, Assif n'Ath Mlikech, Ighzer Amokrane et Oued R’mila. Depuis 2005, le barrage de Tilesdit (capacité de 170 millions de m3), installé dans la région de Bechloul (willaya de Bouira) retient une partie de ces eaux qui, auparavant, se déversaient dans la mer.
La manne de Bousselam (Bibans-est)
La moyenne Soummam est alimentée sur sa rive droite par l'imposant cours de l'oued Bou Sellam. Sur le lit aval de celui-ci, en face de la ville d'Akbou, est construit le barrage de Tichy Haf dont les travaux de transfert d’eau sont en cours de réalisation. Le Bousselam plonge dans la Soummam juste après la grande boucle sinueuse de la station thermale de Hammam Sidi Yahia. Il reçoit sur son flanc ouest une autre grande rivière, Assif Almaïne, et d’autres branches plus modestes, comme les cours de Boutouab et Galaâ.
À l'approche de l'embouchure de la Soummam, viennent s'ajouter d'autres talwegs de moyenne importance, comme Assif Amassine qui prend naissance à Adrar Takintoucht drainant les villages de Feraoun, Tifritine et Khelil. Le dernier cours d’eau de cette rive et qui se jette directement dans la Soummam est l’Oued Amizour qui a pour sources principales Souk Tléta et Barbacha.
La Soummam du SétifoisBabors et Boutaleb
Le cours de Bou Sellam prend naissance sur le mont Boutaleb qui fait partie de la chaîne du Hodna. Il draine la plaine de Sétif et reçoit les apports de Djebel Megris (nord de Aïn Abassa). Le mont Megris et son prolongement vers l’ouest, le mont Hanini, forment une ligne de partage des eaux entre le bassin de la Soummam et le bassin de l'Agrioun. Ici, le Bousselam évolue exactement sur les Hauts-Plateaux de Sétif. Il arrose les localités de Salah Bey, Aïn Oulmane, Mezloug et Hammam Ouled Yelles.
Entre Aïn Taghrout et Mahdia, est édifié le barrage de Aïn Zada. La pente du terrain y est trop faible, parfois nulle, et l’écoulement de l’eau est assuré par la vitesse initiale acquise lors de la chute des reliefs de Boutaleb et de la région sud d’Aïn Lekbira. Après le barrage, le Bousselam traverse la commune de Khelil et y reçoit un affluent, l'Oued Khelil. Il traverse ensuite entre les falaises de Hammam Guergour, à l'ouest de la ville de Bougaa. La ligne de crête de Djebel Ras El Hadj, sur les hauteurs de Tala Ifassène, trace la limite nord entre la Soummam et l'Agrioun. À la sortie de Bougaâ, le Bousselam est traversé par la RN 74 (joignant Takariets à Sétif), puis, il traverse la commune du même nom Bousselam avant d'aborder la région de Beni Ourtilane d’où il prend une direction franche vers l’ouest.
Il continue sur Taghits Ighil, et c'est près du village de Tansaout qu'il reçoit un autre affluent sur sa rive gauche, Assif Almaïn. Ce dernier prend naissance dans la région de Sidi M'Barek (wilaya de Bordj Bou Arreridj), passe dans les bas-fonds de Bordj Zemoura en recevant les apports venus du versant sud de Hammam Guergour. Almaïn continue à tracer ses méandres abrupts vers Guenzet qu’il laisse sur sa droite et pique vers la localité d'El Main située sur la rive gauche du cours d'eau. À la sortie d'El Maïn, ce cours d’eau voit son destin se mêler à celui de Bou sellam, puis, cinq kilomètres après, à celui de la Soummam

### Principaux affluents
Ses principaux affluents sont d’Ouest en Est :
- en rive gauche : Oued Sahel, Oued Illoula, Oued Tifrit, Ighzer Tisyar, Ighzer Amokrane, Ighzer Maâkel, Oued Remila, Ighzer Ouchekroune, Oued Sahel et Oued Khelil.
- en rive droite : Oued Bou Sellam, Oued Seddouk, Oued Imoula, Oued Amassine, Oued Amizour et Oued Tiachich.

Excepté peut être l'Oued Bou Sellam qui est le principal affluent, tous les autres cours sont à régime intermittent. Ce réseau hydrographique se superpose facilement aux zones de faiblesse représentées par deux
réseaux de failles, SW-NE correspondant à la direction de l'Oued Soummam et NW-SE correspondant à ses principaux affluents.

## Environnement

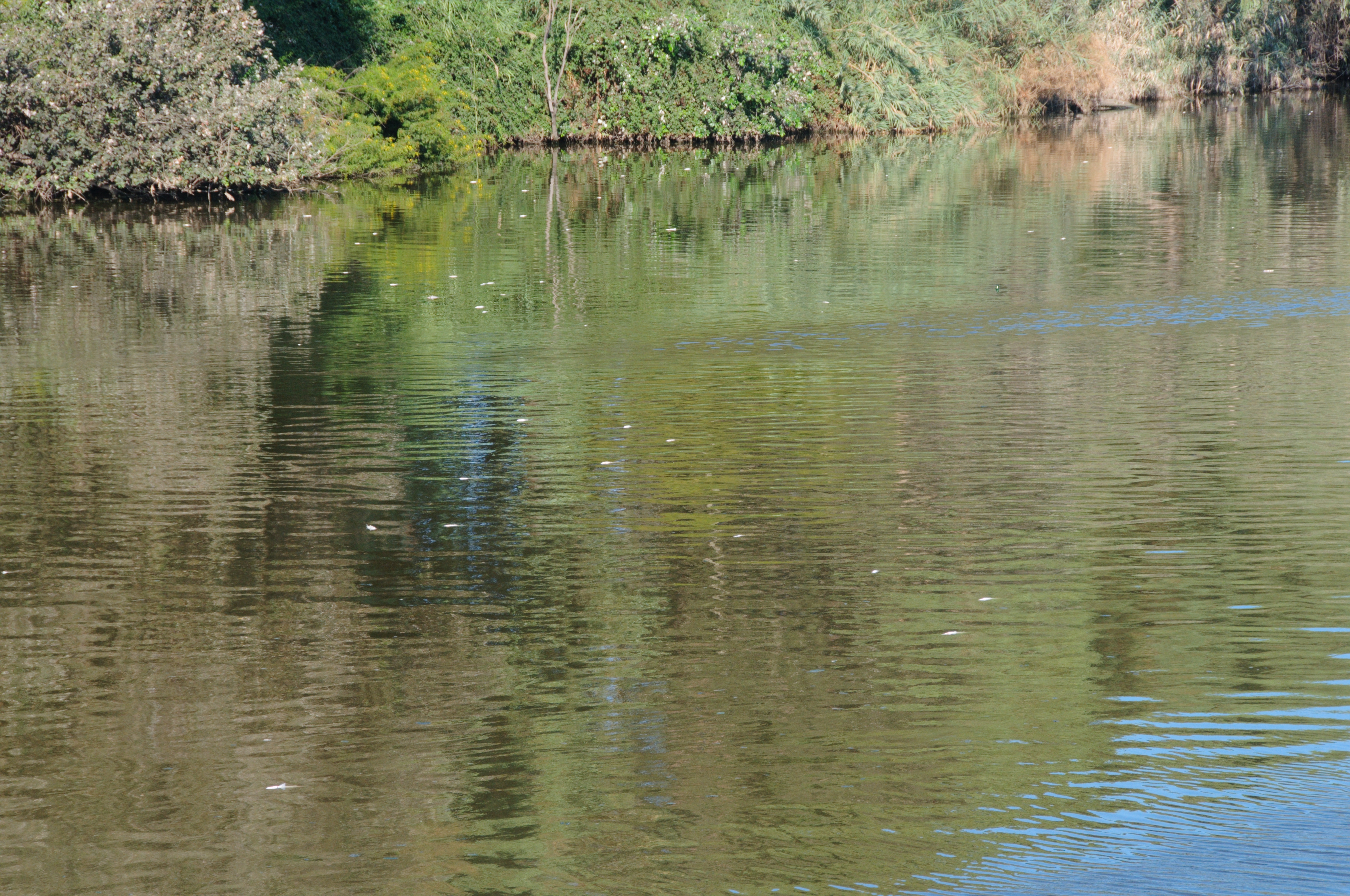
Poissons morts sur la Soummam probablement une pollution aux pesticides due à des pluies importantes

La Soummam se meurt et son fragile écosystème est en péril. Les indices de pollution sont tels qu'il ne s’agit plus de chercher aujourd’hui à préserver sa faune et sa flore, réduites du reste à leur plus simple expression, mais à éviter à la santé publique des épidémies dévastatrices.
La multitude de forages desquels s’alimente la population des communes riveraines est menacée de pollution car le risque de contamination des nappes phréatiques est, selon un hydraulicien, très élevé. Près d’une quinzaine de communes riveraines, d'Akbou à Béjaïa, en passant par Ouzellaguen, Sidi Aïch et El Kseur pour ne citer que les plus importantes, y rejettent leurs eaux usées, les margines de leurs huileries pendant les périodes d'olivaison ainsi que leurs ordures ménagères et industrielles. Les rejets finaux d’assainissement et les décharges d’ordures ménagères et industrielles se comptent par dizaines.
Les travaux d'aménagement d'une décharge intercommunale contrôlée à Gueldamane, dans la commune d'Akbou, dotée d’une enveloppe financière de 80 millions de dinars, et devant recevoir les détritus de cinq municipalités environnantes, ont été bloqués par des propriétaires terriens. L’extraction effrénée de sable réduit, d’autre part, de manière importante, la capacité du lit de l'oued à filtrer les eaux de ruissellement. Les responsables des bureaux communaux d’hygiène veillent en permanence à la javellisation de l'eau destinée à la consommation afin de prévenir les maladies à transmission hydrique.

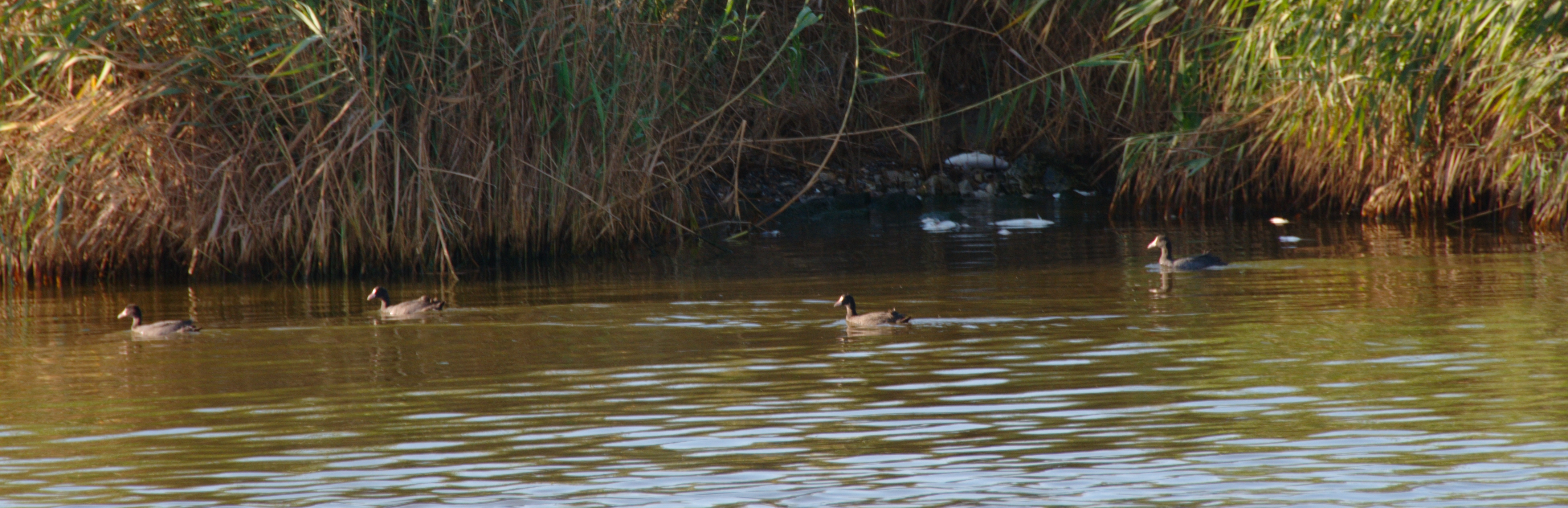
Canards au milieu de poissons morts sur la Soummam probablement une pollution aux pesticides due à des pluies importantes.

Au réchauffement climatique ayant réduit ce fleuve en un ruisseau en été, s'ajoute la perte de l'apport en eau de l'un de ses plus importants affluents, l'oued Bousselam, retenu par le barrage de Tichi-Haf. « Seule une vanne écologique coule en permanence. Les forages existants seront affectés toutefois à l'agriculture dès que le transfert des eaux du barrage sera effectif. Les sept réservoirs qui seront implantés dans le couloir Akbou-Béjaïa seront pleins 18 heures sur 24 et régleront l'AEP des communes bénéficiaires », affirmera une source proche du projet[réf. nécessaire]. Une lueur d’espoir donc pour l'économie en général et l'agriculture en particulier de cette partie de la vallée de la Soummam puisque l'irrigation des cultures maraîchères par les eaux de la Soummam est interdite ces dernières années à cause justement de leur taux élevé de pollution. Sur les 65 unités industrielles que compte la commune d'Akbou, seule Cotitex est dotée d'une station d'épuration (STEP) opérationnelle.
Plus loin, en aval, « d'autres unités industrielles d’envergure, à l'image d'Alfaditex Remila et Cevital, ont des stations d'épuration performantes. Signalons aussi la réhabilitation de celle de Béjaïa ainsi que l'affectation de 200 millions de DA dans le cadre du PSD à la réalisation d’une station de relevage du côté du tunnel de Sidi Abdelkader devant recueillir les eaux usées de la haute ville de Béjaïa », nous fera remarquer le directeur de l'Environnement. En attendant la réalisation des décharges contrôlées projetées et des STEP prévues à Tazmalt, Akbou, Sidi Aïch et El Kseur, les crues hivernales de ce cours d’eau en agonie viendront  à sa rescousse pour déverser toute cette pollution en mer.

### Mine de Oued Amizour
Des habitants d'Amizour et de Tala Hamza s'opposent à l'exploitation de la Mine de Oued Amizour, proche de la vallée,  pour des motifs écologiques,. Dans le cadre de l’étude d'impact de la Mine de Oued Amizour, Kamel Aïssat, un universitaire de Batna par ailleurs membre de la direction du Parti socialiste des travailleurs, signale que cette étude ne mentionne pas le classement depuis 2009 de la vallée de la Soummam en Site Ramsar, destiné à préserver et conserver les zones humides.

## Aménagements
- Barrage d'Aïn Zada (Bou-Sellam)
- Barrage de Tichy-haf avec une capacité de 150 millions de m3 (Bou-sellam)
- Barrage de Tilesdit avec une capacité de 170 millions de m3 (Sahel)
- Barrage de Oued Lakhal construit en 1984 (Sahel)